# Thuman

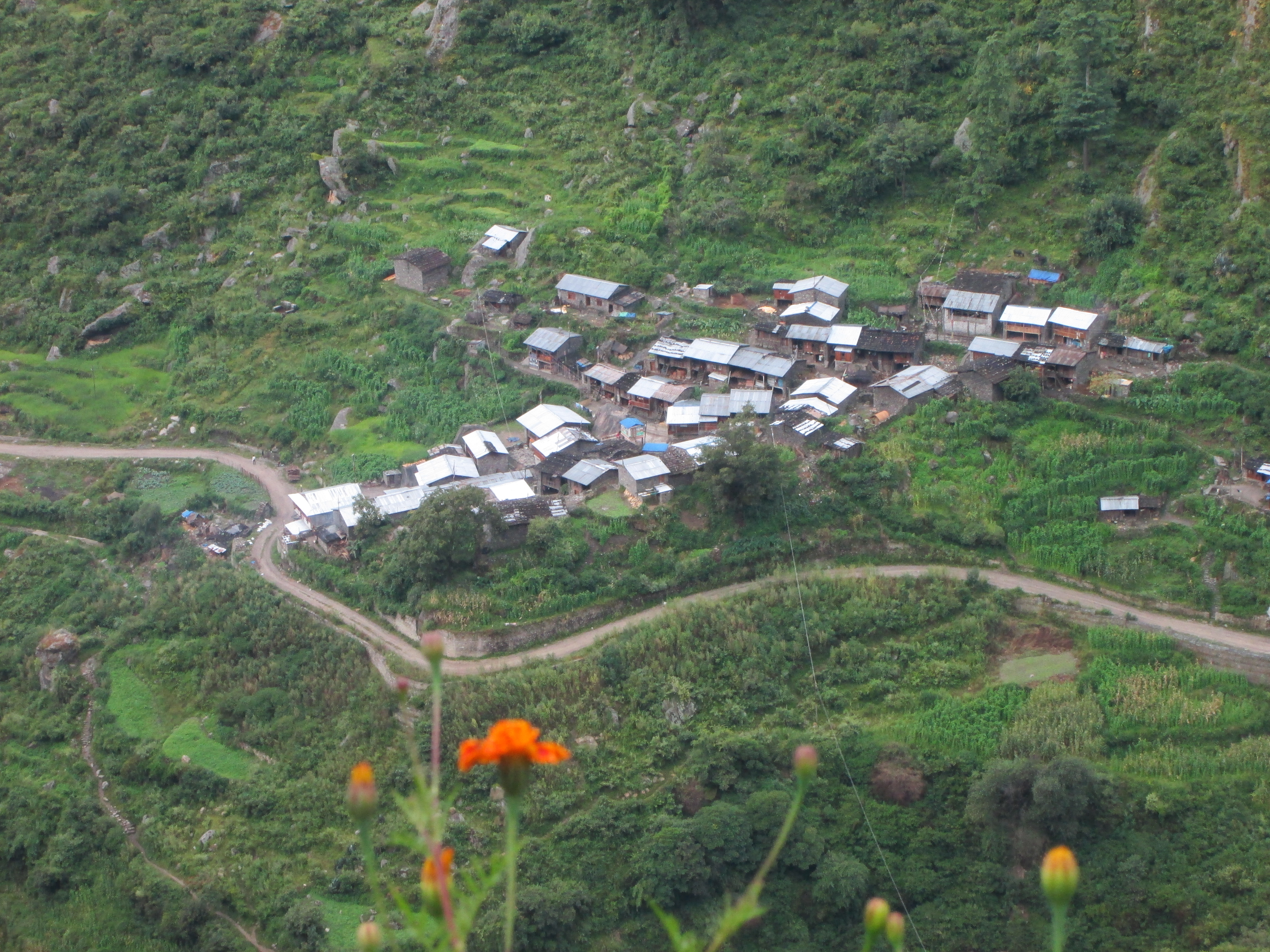
Thuman von oben (September 2013)

Thuman (Nepali थुमन) ist ein Dorf und ein Village Development Committee (VDC) in Nepal im Norden des Distrikts Rasuwa.
Thuman liegt westlich der Trishuli in den östlichen Ausläufern des Ganesh Himal auf einer Höhe von 2335 m. Das VDC grenzt im Norden an Tibet.

## Einwohner
Bei der Volkszählung 2011 hatte das VDC Thuman 868 Einwohner (davon 433 männlich) in 239 Haushalten.